# Saint-Henri (Montréal)
Pour les articles homonymes, voir Saint-Henri.
Saint-Henri est un quartier de l'arrondissement du Sud-Ouest de la ville de Montréal (au Québec, Canada). Le quartier Saint-Henri est délimité à l'est par l'avenue Atwater, au sud par le canal de Lachine, à l'ouest par l'autoroute 15 et au nord par les quartiers de Notre-Dame-de-Grâce et la ville de Westmount.
Le quartier est desservi par deux stations de métro (Place-Saint-Henri et Lionel-Groulx), deux autoroutes (15 et 720), un réseau de chemin de fer (Canadien National), le canal de Lachine (rouvert à la navigation de plaisance en 2002) ainsi que plusieurs voies cyclables, notamment le long du canal et sur le tracé de l'ancien chemin de fer du Grand Tronc. L'échangeur Turcot se situe à l'intérieur des limites de ce quartier.

## Histoire

### Les premières tanneries (1685 à 1813)
Dès 1685, à la suite des travaux de recensement de l'intendant Jean Talon, une première tannerie s'installe aux abords de la décharge de la rivière Saint-Pierre, près du lac à la Loutre. Elle sera exploitée par Charles De Launay, un marchand de cuir. Son emplacement est stratégique, servant de relais pour la traite des fourrures sur la route reliant Lachine à Ville-Marie, tout en étant suffisamment éloigné de la ville pour restreindre l'impact des fortes odeurs émises par les activités de tannage des peaux.
En 1713, Gabriel Lenoir dit Rolland devient apprenti de De Launay, puis rapidement son associé. Au cours du XVIIIe siècle, ses fils poursuivent ses activités de travail du cuir au point où le hameau deviendra bientôt connu sous le nom de « Tanneries des Rolland ». En 1781, onze familles y sont installées dont sept dites de Lenoir-Rolland. On y trouve alors une demi-douzaine de tanneries, concentrées le long du chemin qui va devenir le rue Notre-Dame,.

### Le village de Saint-Henri-des-Tanneries (1813 à 1867)

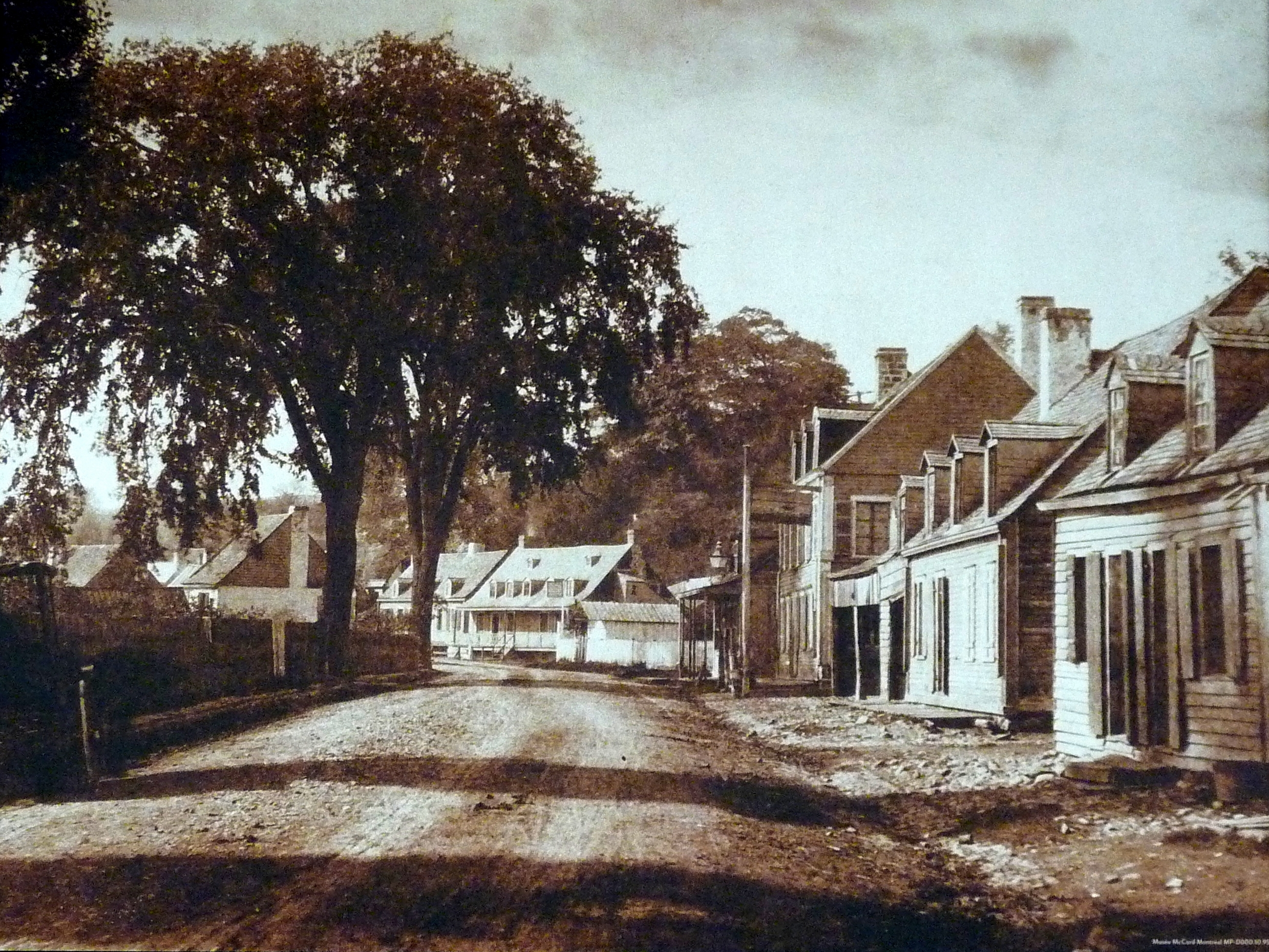
Le village de Saint-Henri-des-Tanneries le long du chemin de Lachine (aujourd'hui rue Saint-Jacques), en 1859.

En 1811, une première chapelle est construite par les Sulpiciens au cœur du village (à l'intersection des rues Saint-Jacques et de Courcelles), qui compte maintenant auberges, boulangers et bouchers. Vers 1813, le village devient désormais connu sous le nom de Saint-Henri-des-Tanneries. Il aurait été nommé ainsi en l'honneur de Henri II du Saint-Empire, dernier souverain ottonien, ainsi que de l'abbé Jean-Henri-Auguste Roux, supérieur du séminaire des Sulpiciens. Au cours des années 1820, une école paroissiale est aménagée dans le sous-sol de la chapelle et compte trente élèves. En 1825, le recensement dénombre 470 habitants dans le village, dont 147 travailleurs: de ce nombre, 102 y travaillent le cuir.
Le premier canal de Lachine, d'une longueur de 14 kilomètres, est inauguré la même année mais n'aura à ses débuts que peu d'impact sur la croissance du village. Il faut attendre le passage de la voie ferrée Montréal & Lachine Railroad en 1847, premier chemin de fer desservant Montréal, les élargissements successifs du canal entre 1843-1848 et 1873-1885 puis le passage du réseau du Grand Tronc (aujourd'hui intégré au Canadien National), pour que Saint-Henri devienne, au milieu du XIXe siècle, l'un des plus importants centres industriels du Canada.

### De paroisse à cité de Saint-Henri (1867 à 1905)

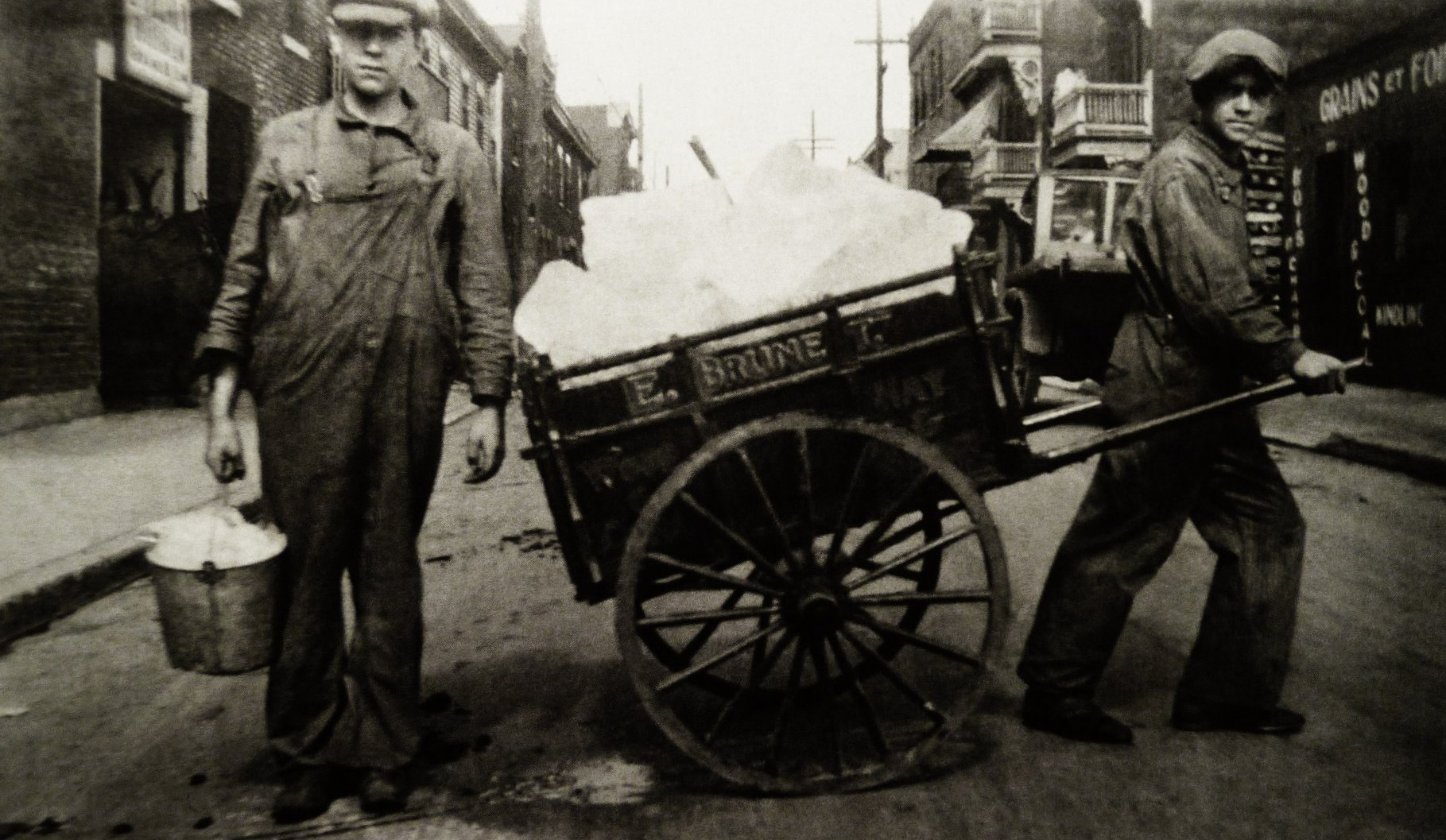
Livreurs de glace à Saint-Henri, en 1928.

La paroisse Saint-Henri est érigée canoniquement le 2 juillet 1867, puis devient municipalité le 23 février 1875. Cette paroisse est détachée de la paroisse Notre-Dame-de-Montréal: elle comprenait alors le village Delisle (Sainte-Cunégonde) et les fiefs de Saint-Augustin et Saint-Gabriel.
Saint-Henri est aussi la paroisse-mère des paroisses Sainte-Cunégonde (1875), Sainte-Élisabeth-du-Portugal (1894), Saint-Irénée (1908), Saint-Zotique (1909) et Sainte-Clotilde (1909); depuis 2001, toutes ces paroisses sont réunies dans celle de la Bienheureuse Marie-Anne-Blondin. Du côté anglophone, Saint Thomas Aquinas (1908) a fusionné à Saint Anthony of Padua en 1990.
En 1881, jusqu'en 1901, durant le début de son ère industrielle, la population de Saint-Henri passa de 6 400 habitants à plus de 21 000 habitants. L'augmentation de la population peut être lié à l'arrivée de la compagnie Merchand Manucfacturing, qui deviendra Dominion Textile en 1905, offrant des emplois dans leur usine aux ouvriers du quartier. La compagnie s'installe à Montréal car le peu de législation s'y trouvant offre à la compagnie d'être exempté de taxes.

Le quartier entreprend un important virage industriel durant cette période. Plusieurs usines, attirées par des primes offertes par la municipalité, s'installent dans Saint-Henri. Une gare y est également construite. Le système d’égouts est entrepris à partir de 1888. En 1890, la ville interdit la construction de maisons en bois et exige une fondation en pierres. La caserne de pompiers sur la rue Notre-Dame est construite en 1898.

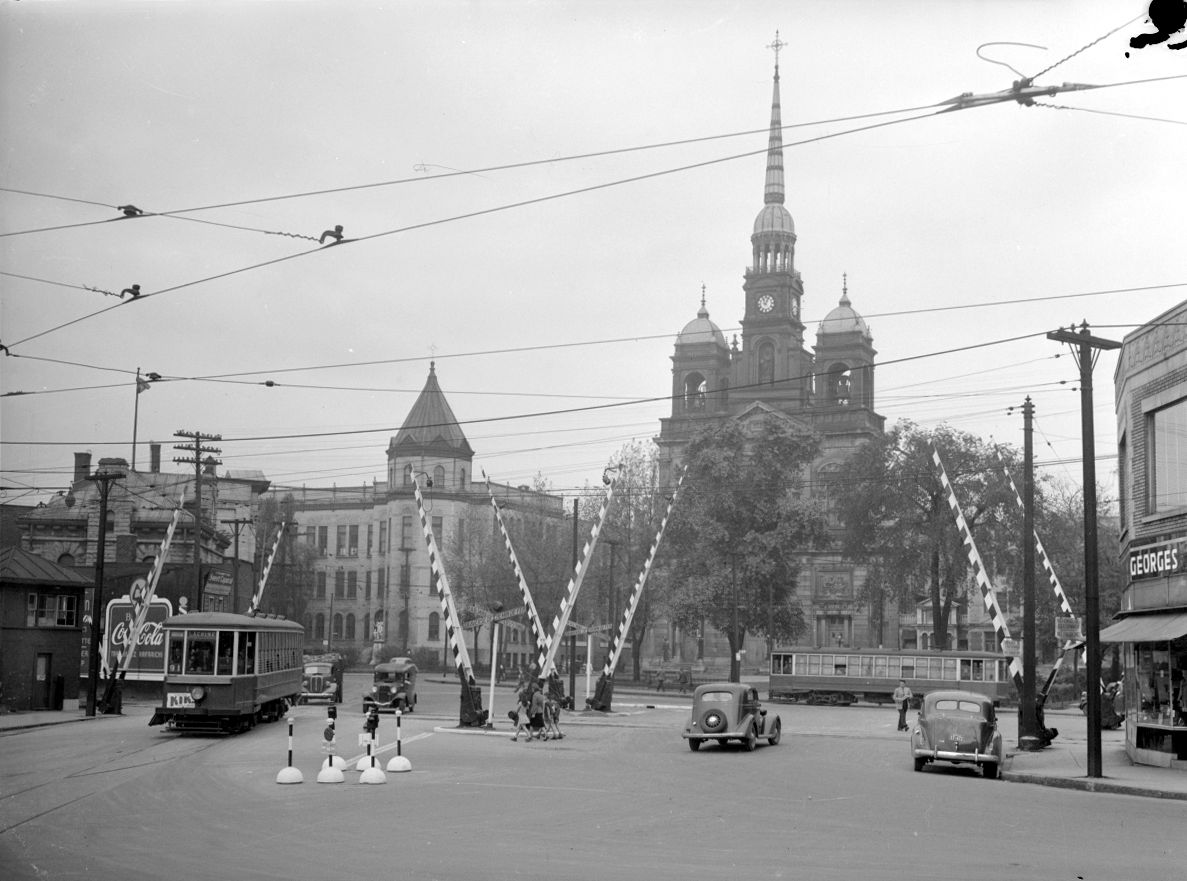
La place Saint-Henri, en 1945.

C'est autour du développement des activités ferroviaire que la communauté noire se développe dans le quartier. Des installations du Canadien national et du Canadien Pacifique sont érigées dans le quartier et de nombreux porteurs Noirs y résident temporairement lors de leurs fréquents passages à Montréal. Une communauté résidente y prend aussi racine, autour de commerces de barbiers et de tailleurs situés entre les rues Ste-Marguerite et Glen, de même qu'un club privé s'adressant à eux, le European Club. L'église Union United, construite juste à l'est de l'avenue Atwater, devient un lieu de rassemblement de la communauté.

### L'annexion à Montréal: le quartier Saint-Henri (1905 à aujourd'hui)
La ville de Saint-Henri est constituée le 28 décembre 1876 et devient cité le 8 janvier 1894. Endettée, dotée d'infrastructures rudimentaires (trottoirs en bois, routes non pavées, éclairage aux réverbères) la ville choisit l'annexion à Montréal le 30 octobre 1905, devenant dès lors le quartier Saint-Henri. La dernière assemblée se tient le 27 décembre 1905. Le quartier compte alors 24 165 habitants.
On y trouvait notamment l'usine de RCA Victor, où il y avait d'importants studios d'enregistrement où ont œuvré les plus grands noms du jazz et où on construisit secrètement le premier satellite artificiel canadien, Alouette 1. Émile Berliner (1851-1929), inventeur allemand du gramophone, vient à Montréal en 1899 pour établir la Berliner Gramophone Co. Il déménage son usine sur la rue Saint-Antoine en 1908. La Victor Talking Machine achète Berliner en 1924, puis fusionne avec RCA en 1929 pour devenir la RCA Victor. La compagnie connait son apogée pendant et après la Seconde Guerre mondiale. Les principales activités de la compagnie déménagent aux États-Unis pendant la décennie 1970. Le Musée des ondes Émile-Berliner ouvre ses portes en 1996.
L'usine de la compagnie Imperial Tobacco est présente sur la rue Saint-Antoine depuis 1908.
Le quartier Saint-Henri fait partie de l'arrondissement Le Sud-Ouest depuis le 1er janvier 2002.

## Maires de Saint-Henri
De la fondation de Saint-Henri en 1875 à son annexion en 1905, dix maires se sont retrouvés à la tête de la ville :
- 1875-1877 : Narcisse Trudel
- 1878-1879 : Joseph Lenoir
- 1880-1882 : Alphonse Charlebois
- 1883 : François Daignault
- 1884-1885 : Narcisse Trudel
- 1886 : Joseph Lanctôt
- 1886 : Séverin Lachapelle
- 1887-1894 : Ferdinand Dagenais
- 1895-1896 : Toussaint Aquin
- 1897-1905 : Eugène Guay

## Le quartier dans la culture
Livres

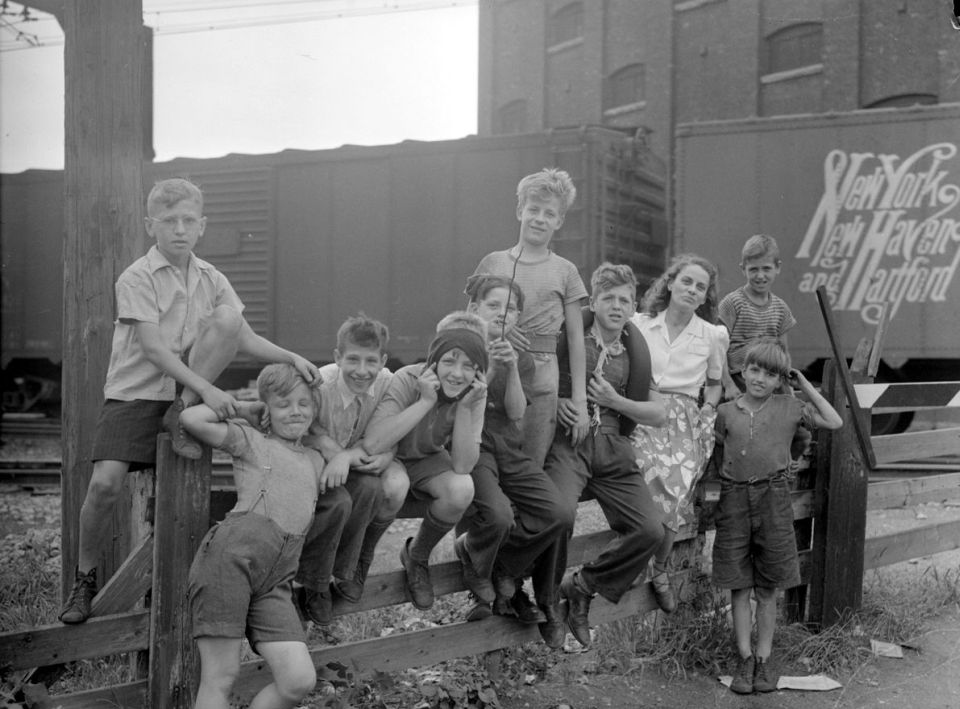
Gabrielle_Roy en 1945, entourée de gamins de Saint-Henri.

- Gabrielle Roy, Bonheur d'occasion, Éditions Pascal, 1945

L'essentiel de l'histoire du célèbre roman de Gabrielle Roy, Bonheur d'occasion, a lieu à Saint-Henri entre février et mai 1940, au cours de la Seconde Guerre mondiale, alors que le Québec souffre encore des conséquences de la Grande Dépression. Ce roman a inspiré en 1983 le film du même nom.
- Daniel Grenier, Malgré tout on rit à Saint-Henri, Le Quartanier, 2012  (ISBN 978-2-89698-029-1)
- Laurent Chabin, La nuit sort les dents, collection Atout

Films
- Hubert Aquin, À Saint-Henri le cinq septembre, Office national du film du Canada, 1962.
- Claude Fournier, Bonheur d'occasion, Office national du film du Canada, 1983.
- Shannon Walsh, À Saint-Henri le 26 août, Office national du film du Canada, 2011

Séries
- Amours d'occasion, websérie sur ICI TOU.TV, 2020.

Chansons
- Raymond Lévesque, À Saint-Henri, 1962.
- Étienne Coppée, L'été indien de ta vie, 2020.

## Lieux d'intérêt
- Place Saint-Henri
  - Ancien Bureau de poste de Saint-Henri
  - Caserne de pompiers 23
- Marché Atwater
- Canal de Lachine
- Square Sir-George-Étienne-Cartier
- Le Musée des ondes Emile Berliner conserve le patrimoine de l’industrie du son. Ouvert au public depuis le 24 janvier 1996, il se différencie des autres institutions muséales du Québec, en ce qu'il est un des rares musées à s’intéresser à l’histoire de la technologie du son.
- Parc Saint-Henri[6]
- Canada Malting[7]
- Centre d'hébergement de Saint-Henri
- Parc Jacques-Viger
- Complexe récréatif Gadbois
- La Bibliothèque Saint-Henri

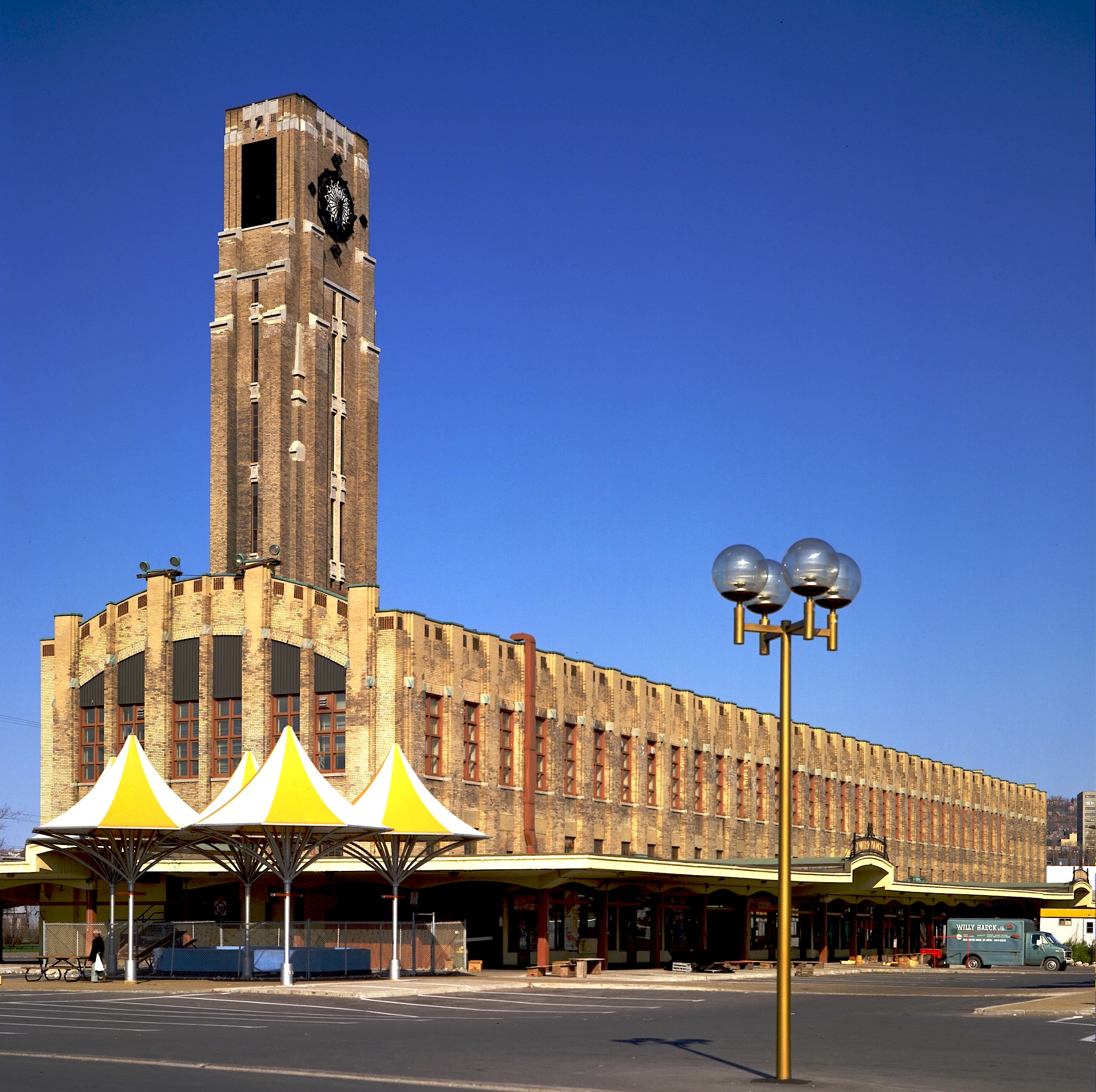
Le Marché Atwater.
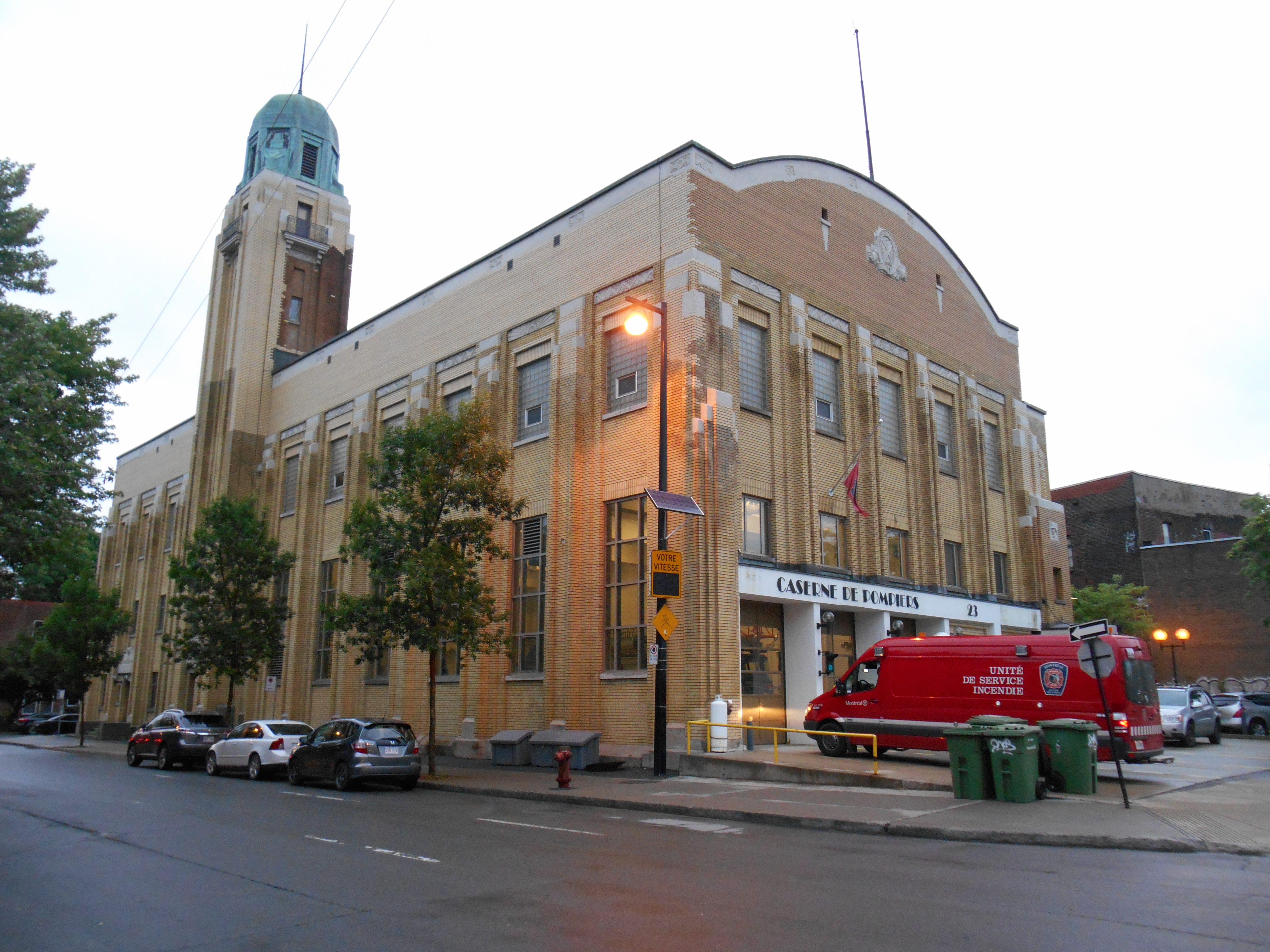
La caserne de pompiers no. 23, sur la place Saint-Henri.
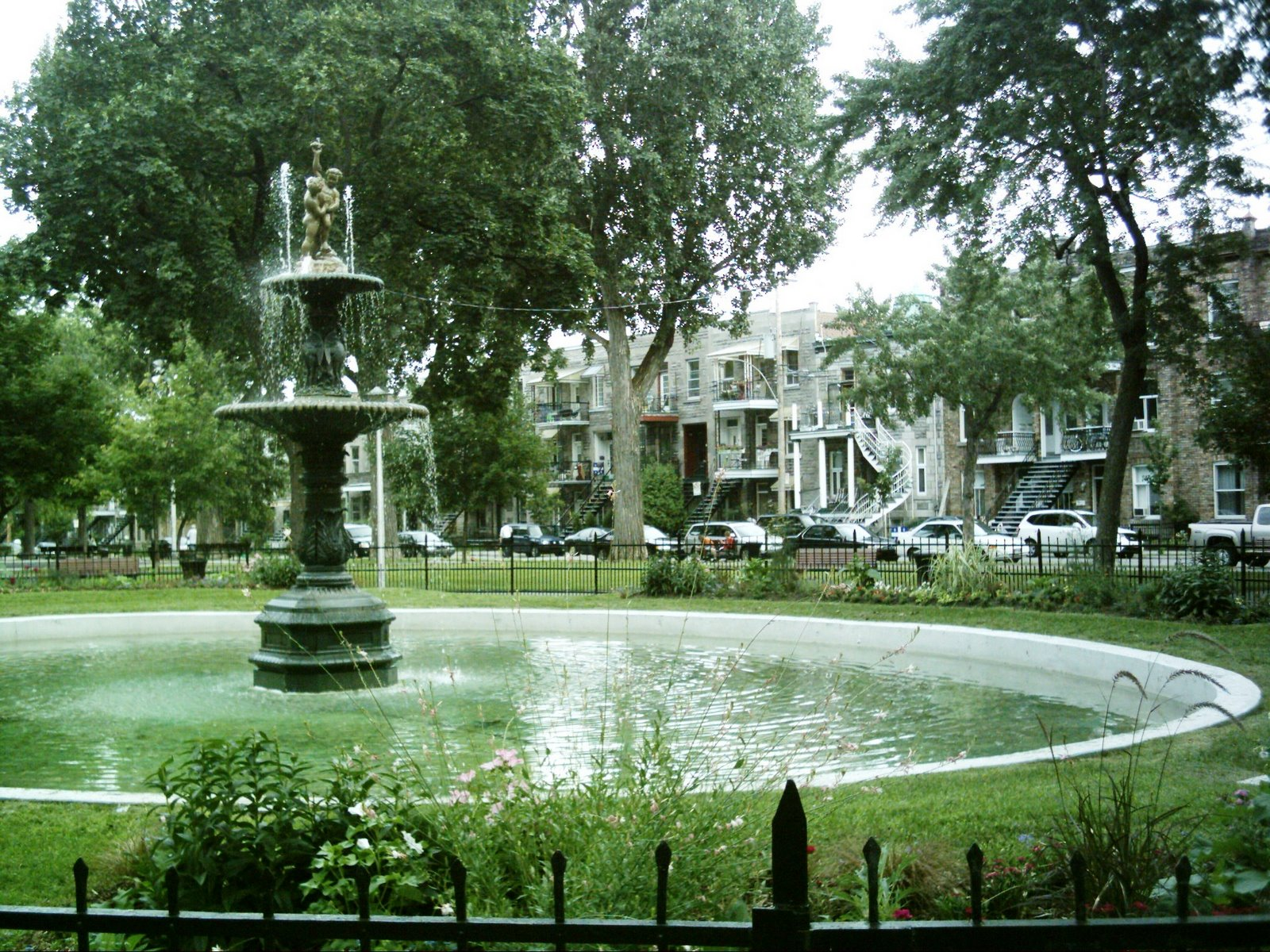
Le Square Sir-George-Étienne-Cartier.
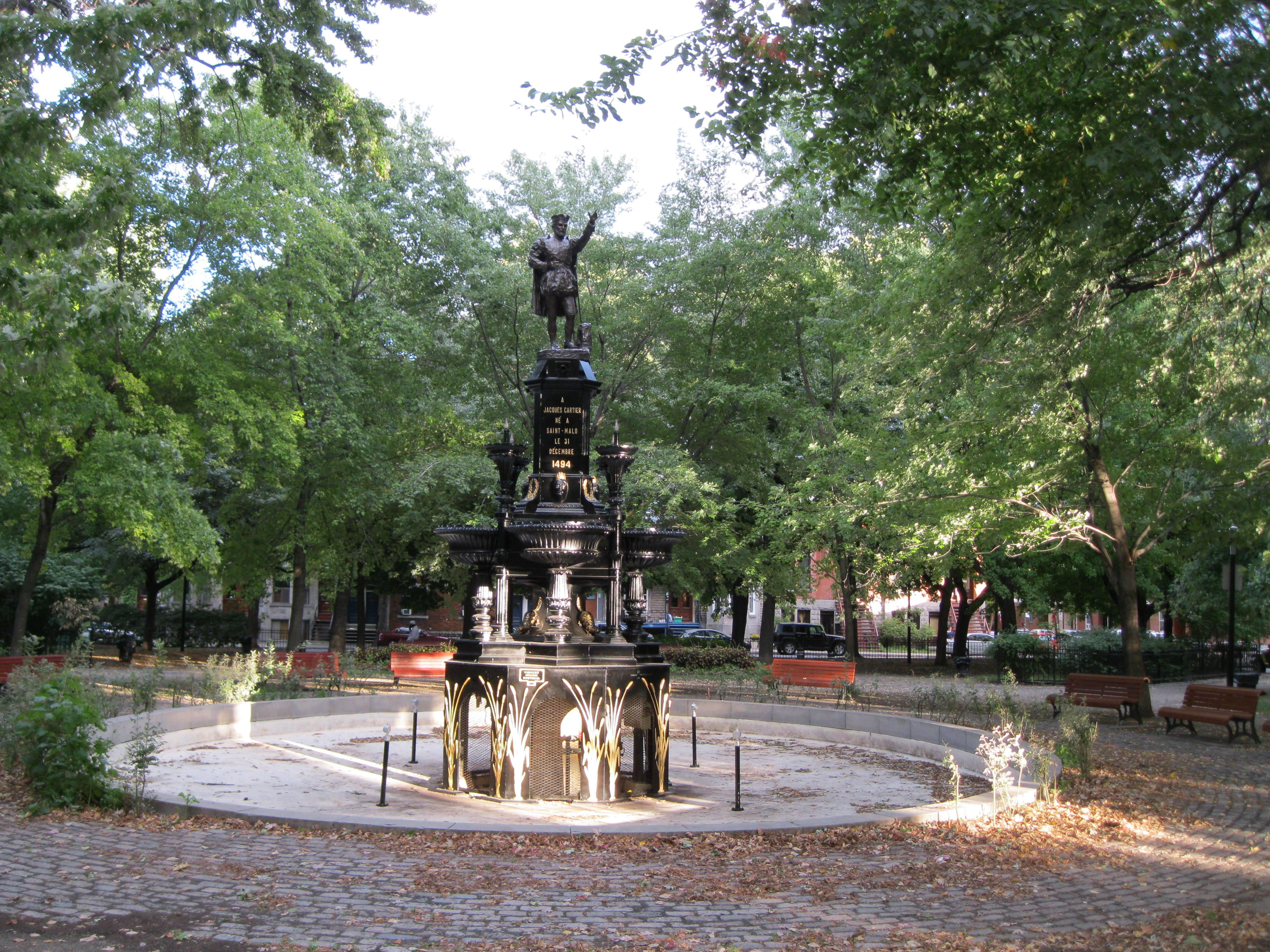
Le parc Saint-Henri.
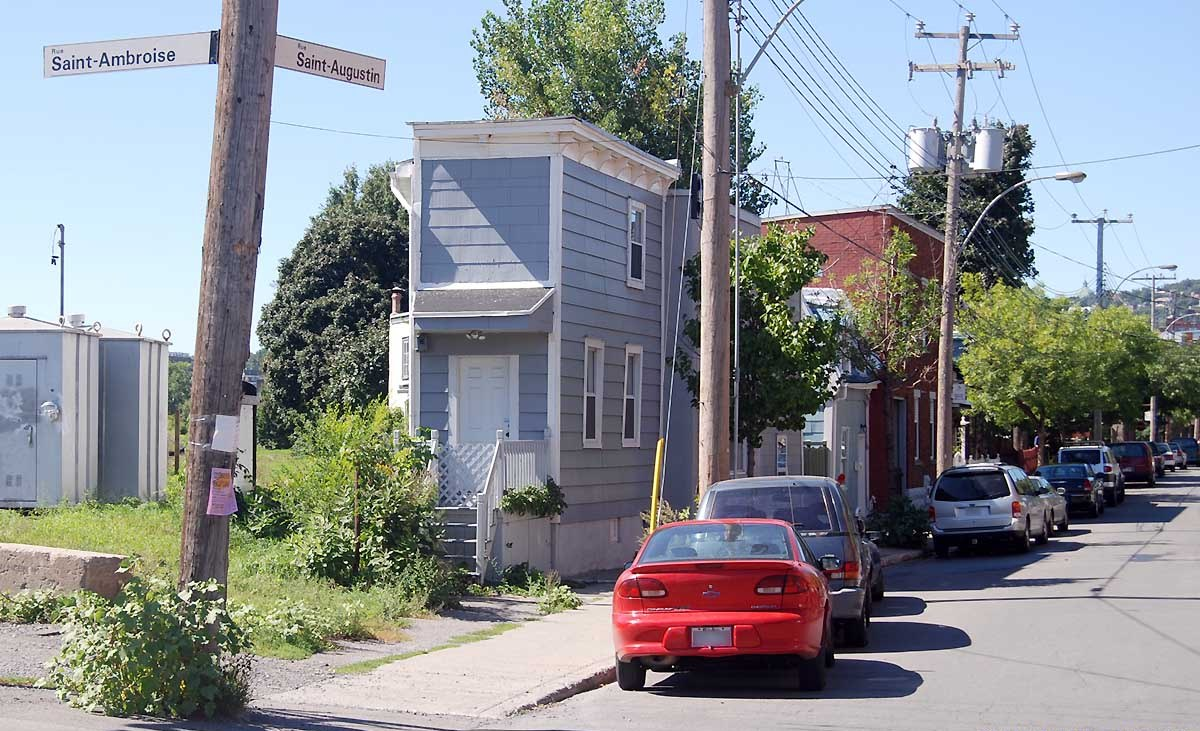
La maison en coin du roman Bonheur d'occasion.
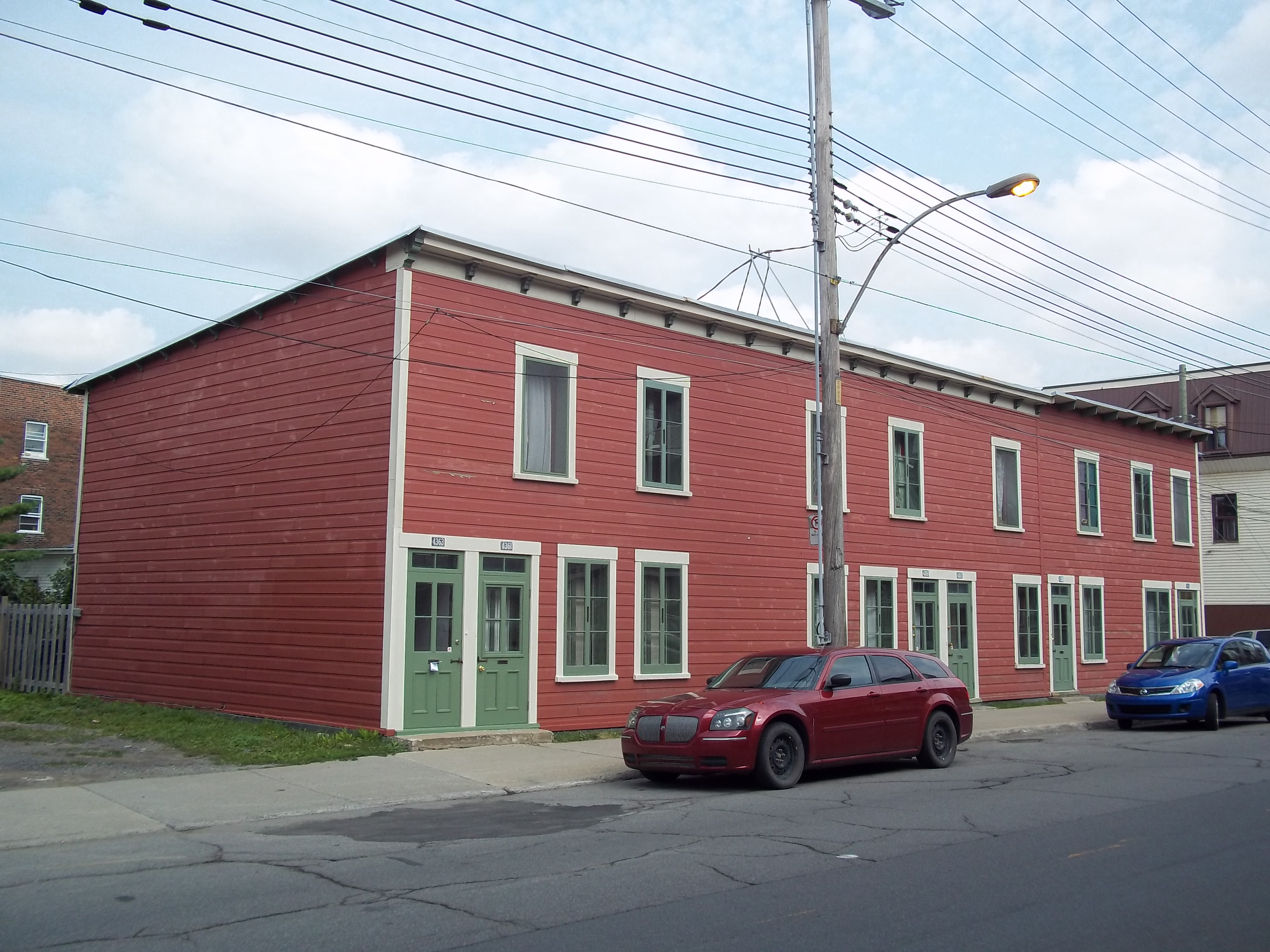
Maisons Louis-et-Joseph-Richard (4351-4363, rue Saint-Ambroise).
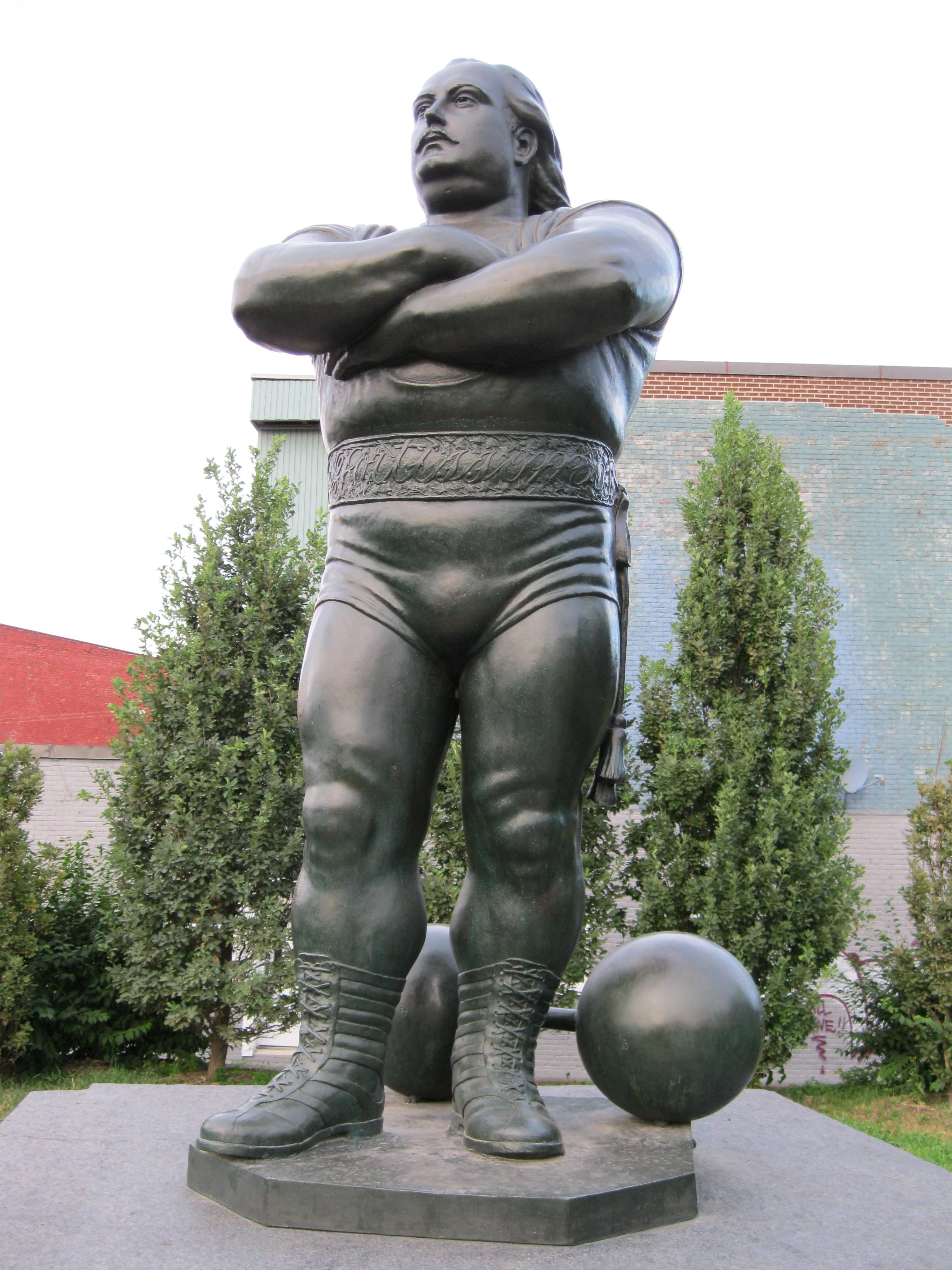
Monument à Louis Cyr, parc des Hommes-Forts.
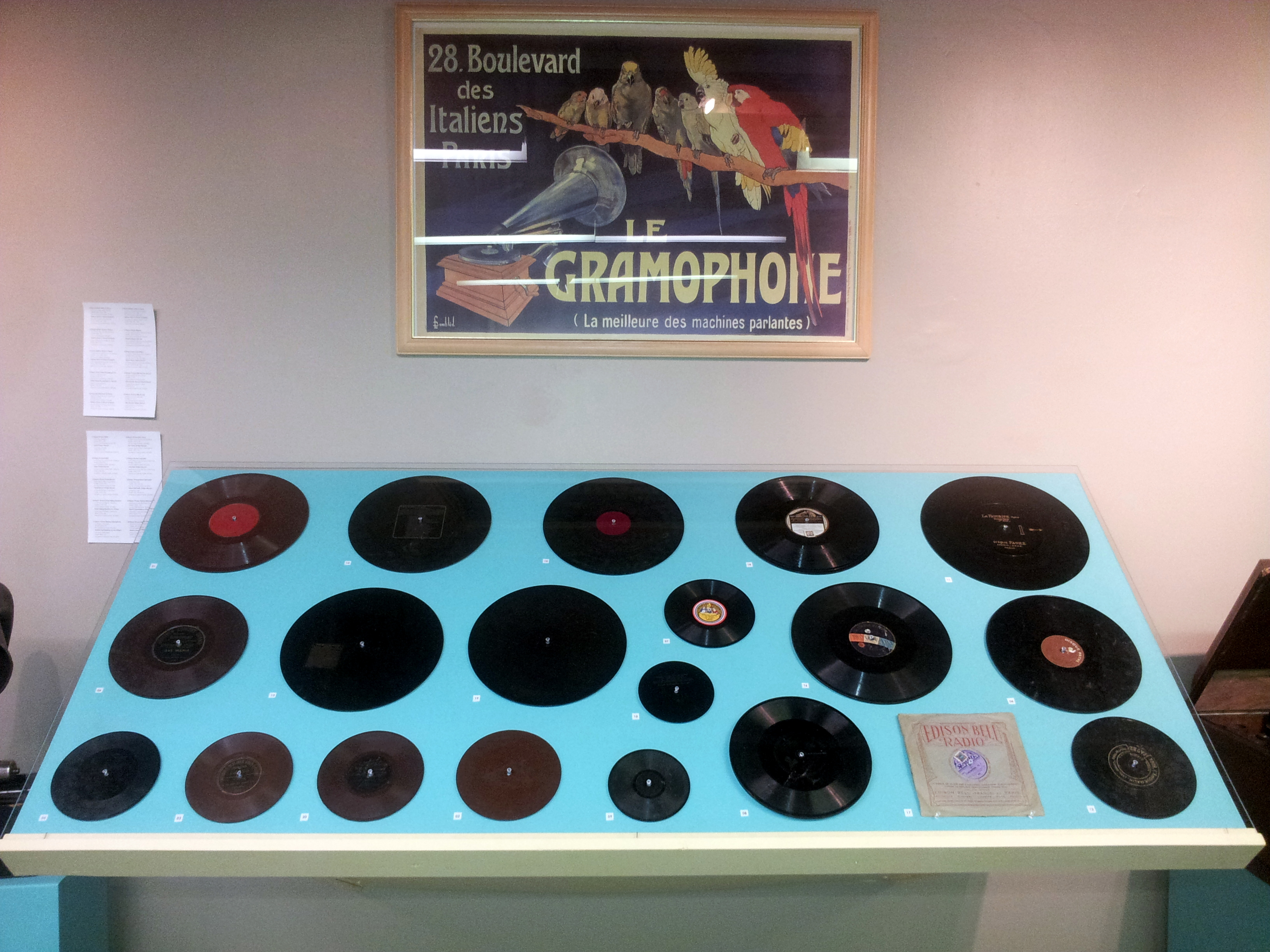
Vitrine de l'exposition Histoire du disque au Musée des ondes Émile-Berliner.